# اینگیلوی کتوکلو
اینگیلوی کتوکلو (به لاتین: İngiloy Kötüklü) یک منطقه مسکونی در جمهوری آذربایجان است که در شهرستان قاخ واقع شده است. اینگیلوی کتوکلو ۷۲۱ نفر جمعیت دارد.